# سد اتباره علیا وستیت
سد اتباره علیا وستیت (به عربی: سدی أعالی عطبرة وستیت) یک سد و نیروگاه برقابی در سودان است که در سودان واقع شده‌است.